# Fronta
Fronta (łac. Diocesis Frontensis) – stolica historycznej diecezji w Cesarstwie rzymskim w prowincji Mauretania Cezarensis, zlikwidowana w VII w. podczas ekspansji islamskiej, współcześnie w północnej Algierii. Obecnie katolickie biskupstwo tytularne.

## Biskupi tytularni
| Lp. | Biskup               | Funkcja                              | Od               | Do              |
| --- | -------------------- | ------------------------------------ | ---------------- | --------------- |
| 1   | Tadeu Henrique Prost | biskup pomocniczy Belém (Brazylia)   | 23 sierpnia 1962 | 2 sierpnia 1994 |
| 2   | Josef Grünwald       | biskup pomocniczy Augsburga (Niemcy) | 21 lutego 1995   |                 |